# John Butler (Pionier)

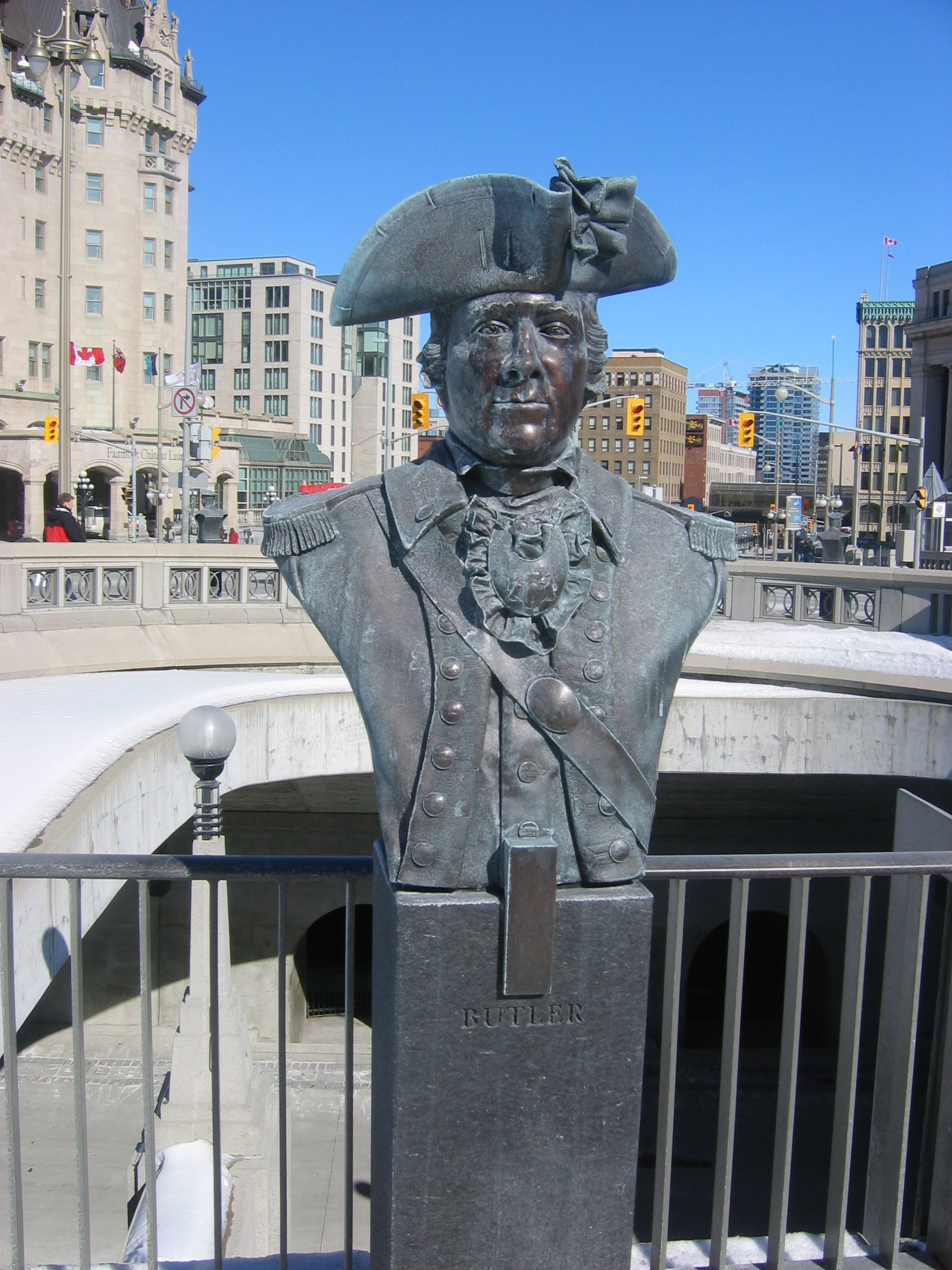
Büste von John Butler in Ottawa

John Butler (* 1728 in New London, Colony of Connecticut, Kolonie des Königreich Großbritannien, heute USA; † 21. Mai 1796 in Niagara Falls, Ontario, Kolonie des Königreich Großbritannien, heute Kanada) war ein loyalistischer britischer Kolonist in Nordamerika. Er arbeitete im britischen „Regierungsbüro für Indianer“ unter Sir William Johnson und führte im Saratoga-Feldzug indianische Streitkräfte an. Später gründete und kommandierte er ein Ranger-Regiment, bekannt als „Butlers Rangers“, die im nördlichen Grenzland während des Amerikanischen Unabhängigkeitskrieges operierte.
Butler wurde 1728 als Sohn von Walter und Deborah Butler in Connecticut geboren. Seine Familie zog bald darauf in das Grenzland im Mohawk-Tal nahe dem heutigen Fonda (New York). 1752 heiratete er Catherine Brandt, mit der er fünf Kinder bekam.
Er trat im Franzosen- und Indianerkrieg in eine Miliz ein und kämpfte bei Fort Ticonderoga, Fort Niagara und Montreal. Nach dem Krieg kehrte er heim und baute sein Landgut auf 105 km² aus. Er war neben Sir William Johnson der einzige wohlhabende Grenzer und Landbesitzer.

## Unabhängigkeitskrieg
Butler kehrte als Loyalist zum Militärdienst zurück, als die Amerikanische Revolutionsbewegung sich 1775 zu einem Krieg ausweitete. Er schloss sich Sir Williams Regierungsbüro für Indianer an und im November wurde er in das Fort Niagara versetzt. Sein ältester Sohn Walter diente mit ihm, aber seine Frau und seine anderen Kinder wurden von den amerikanischen Rebellen verhaftet.
Im Sommer 1777 führte er eine Indianereinheit von Niagara an, um Barry St. Legers Mohawk-Expedition im Zuge des Saratoga-Feldzuges zu begleiten. Er führte dieselbe Gruppe in einem erfolgreichen Angriff in der Schlacht von Oriskany. Deswegen wurde er nach dieser Expedition zum Oberstleutnant befördert und mit der Autorität ausgestattet, sein eigenes Regiment zu gründen, das als Butlers Rangers bekannt wurde. Zu Beginn bestand es aus acht Kompanien.
Im Juni 1778 führte Butler 20 seiner Ranger und 300 Indianer gegen Wyoming (heute Wilkes-Barre in Pennsylvania). Er zerstörte erfolgreich mehrere Forts im Wyoming-Tal. Später in diesem Jahr verübten unter seinem Kommando stehende indianische Alliierte das Cherry-Tal-Massaker.
Seine Rangereinheit war auf Grenzaußenposten von Niagara bis Illinois verteilt. Butler selbst kommandierte von Fort Niagara aus, das trotz Angriffen nie in die Hände der Amerikaner fiel. 1779 verlor er die Schlacht von Newton gegen die Sullivan-Expedition, konnte sich aber zurückziehen und Niagara halten.

## Nachkriegsjahre
Nach dem Krieg verlor Butler seinen New-York-Landbesitz und begann in der Nähe Niagaras Landwirtschaft zu betreiben. Er wurde einer der Führer von Oberkanada, des späteren Ontario. Er war ein Deputy Superintendent im Regierungsbüro für Indianer, Friedensrichter und der lokale Milizkommandeur. Butler wurde auch durch den Aufbau der Anglikanischen Kirche und der Organisation der Freimaurerei in Ontario bekannt.
Butler starb in Niagara Falls am 21. Mai 1796. Seine Frau war bereits früher gestorben, drei seiner Söhne und eine Tochter überlebten ihn.